# Aabybro
Aabybro anhörenⓘ, auch Åbybro, ist mit 6721 Einwohnern (1. Januar 2025) die größte Stadt und das Verwaltungszentrum der norddänischen Jammerbugt Kommune. Aabybro befindet sich (Luftlinie) etwa 16,5 km nordwestlich des Stadtzentrums der Großstadt Aalborg und 17,5 südwestlich von Brønderslev im Aaby Sogn. Die Stadt war bis 2006 Hauptsitz der gleichnamigen Kommune.

## Geschichte
Im 11. Jahrhundert wurde die Aaby Kirke, welche damals zum Birkelse Hovedgård gehörte, gebaut. Das Dorf, das sich nahe einer Brücke (dän. bro) über den Fluss Ryå entwickelte, hieß zunächst Aaby.
Aaby entwickelte sich entlang einer Landstraße in Richtung der Kirche. 1787 zählte das Dorf 204 Einwohner, 1869 wurde eine Sparkasse eröffnet, 1877 kam die Aaby Højskole (dt. Aaby Hochschule) und 1888 eine von mehreren Landwirten gemeinschaftlich gegründete Molkerei hinzu.
1897 erhielt Aaby einen Bahnhof an der Bahnstrecke Fjerritslev–Frederikshavn und ab 1913 gab es eine Verbindung von Hjørring über Løkken nach Aaby.
Mit der Anbindung an das Schienennetz entwickelte sich der Ort weiter. Aaby verfügte schnell über ein Versammlungshaus und eine Missionshalle (beide aus dem Jahre 1897), ein Wasserwerk (1904), eine Realschule (1907) und ein Elektrizitätswerk (1908). In den Jahren danach kamen eine technische Schule, eine Zementgießerei und eine Brauerei hinzu. In der Mitte des 20. Jahrhunderts änderte Aaby seinen Namen in Aabybro. Anfang der 1960er Jahre begann die Entwicklung eines Industriegebietes im Süden der Stadt. 1963 wurde der Betrieb der Hjørring–Løkken–Aabybro Jernbane eingestellt, 1969 folgte die Aufgabe der Strecke Fjerritslev–Frederikshavn.
1970 hatte Aabybro bereits mehr als 2000 Einwohner und wurde Verwaltungszentrum der Aabybro Kommune. 1988 wurde in der Stadt der Regionalsender TV2 Nord eröffnet, 1991 folgte ein Golfklub. 2006 ging im Rahmen einer Verwaltungsreform die Aabybro Kommune mit weiteren ehemaligen Kommunen in der Jammerbugt Kommune auf. Aabybro wurde Verwaltungssitz der neuen Kommune. Zu diesem Zeitpunkt hatte die Stadt über 4800 Einwohner.

## Sehenswürdigkeiten
Im nördlichen Stadtgebiet liegt die Aaby Kirke.

## Sohn und Tochter der Stadt
- Kasper Pedersen (* 1993), dänischer Fußballspieler[8]

- Helle Dolleris (* 1965), dänische Schauspielerin[9]

## Bildergalerie

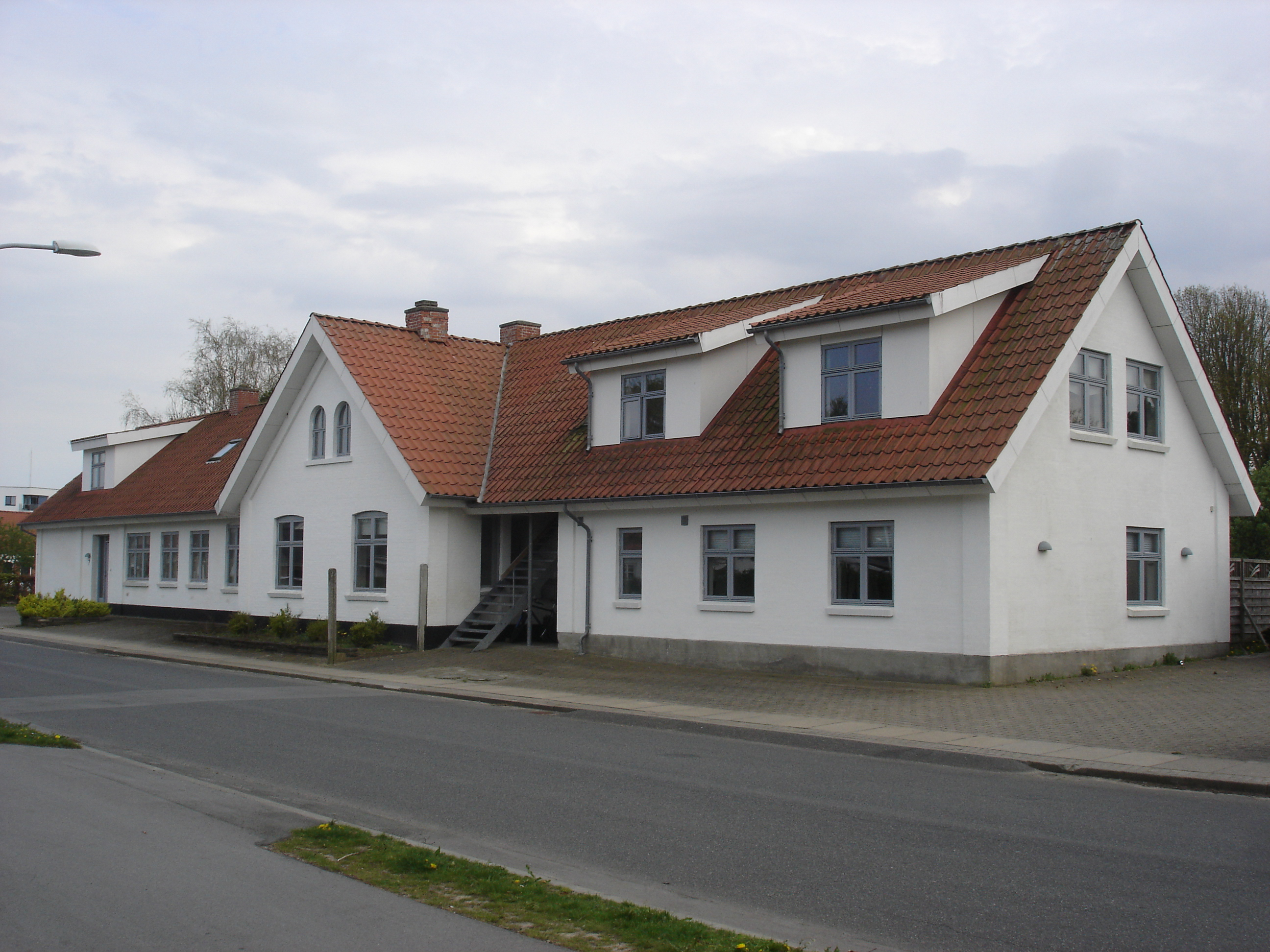
Bahnhof
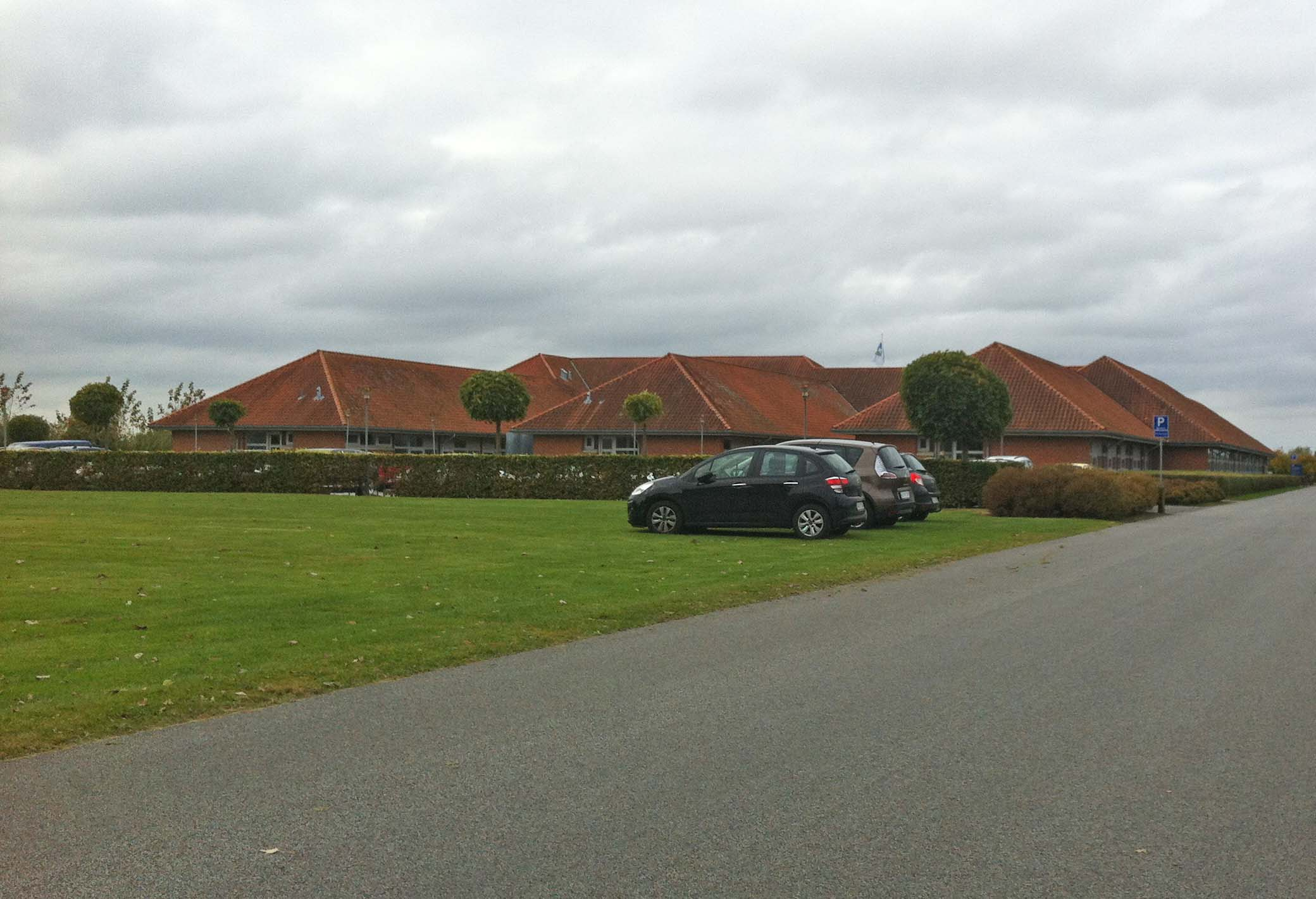
Rathaus
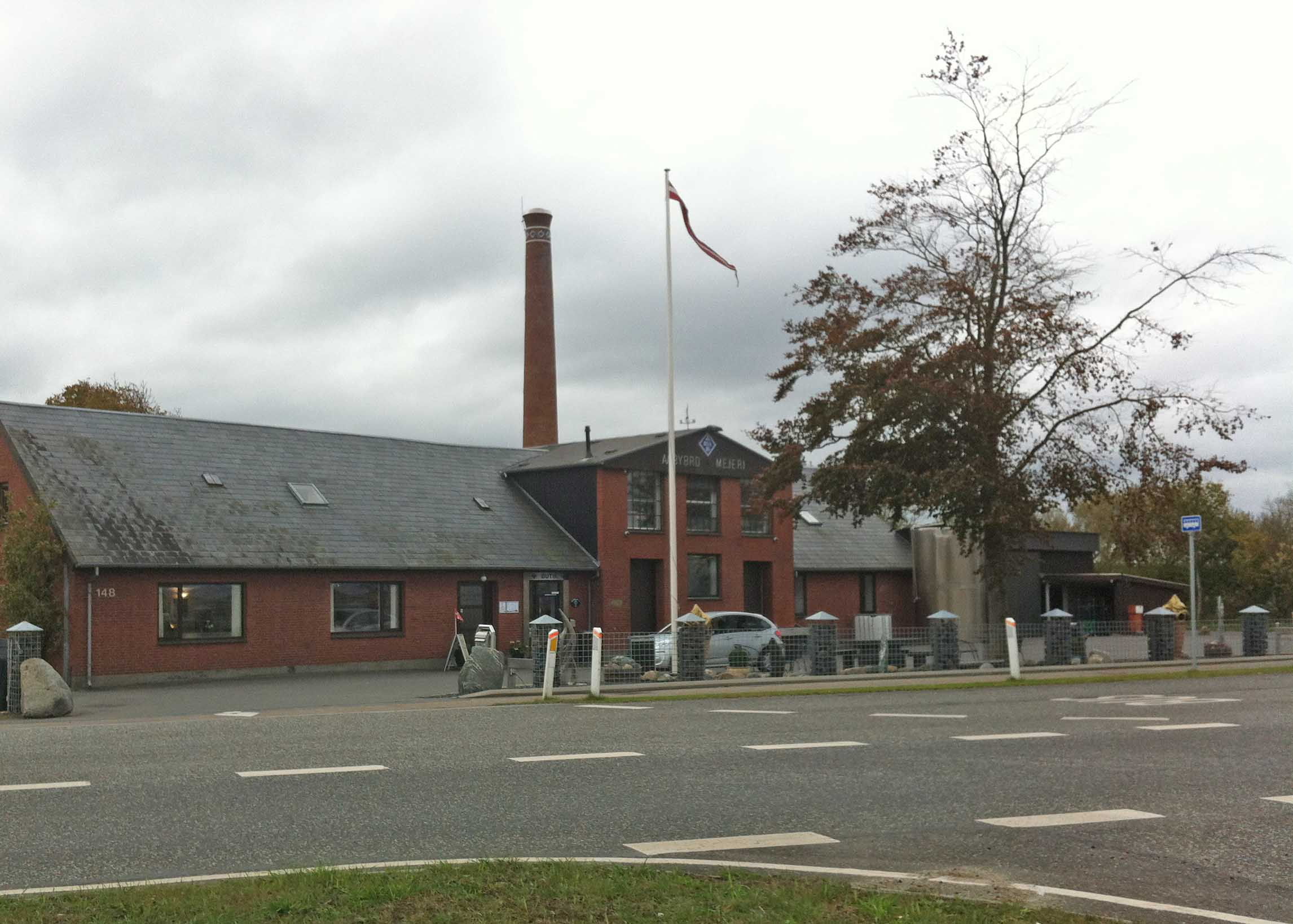
Molkerei am westlichen Ende der Stadt
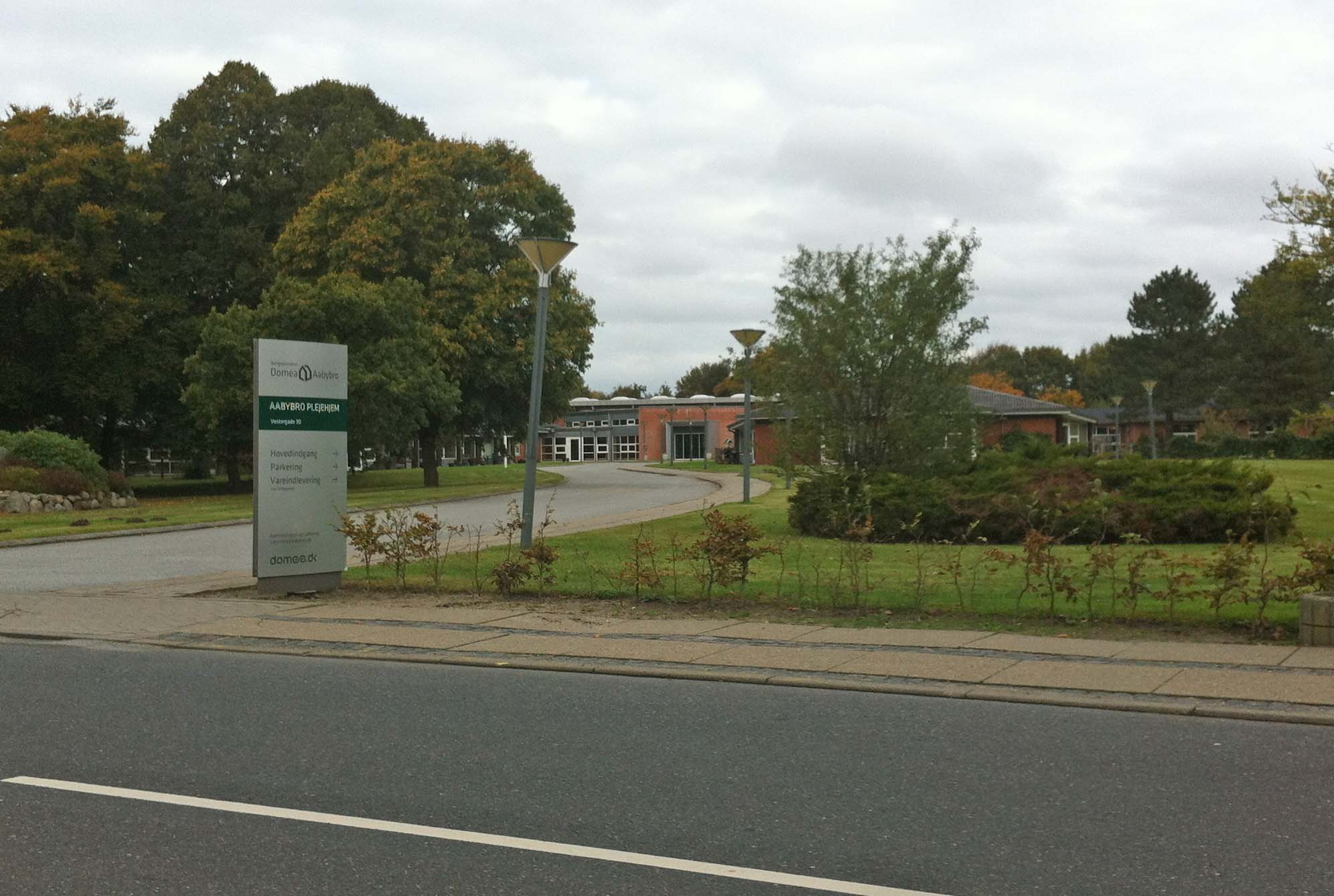
Pflegeheim